# فضائح الباطنية
فضائح الباطنية وفضائل المستظهرية هو كتاب من تأليف الإمام الغزالي الطوسي (ت. 505 هـ)، في الرد على الباطنية.

## اسم الكتاب
للكتاب عدة مسميات أخرى، فقد ذكرها السبكي والمرتضى باسم المستظهري في الرد على الباطنية وذكره ابن العماد باسم الرد على الباطنية وذكرها الغزالي نفسه باسم المستظهري. وألف الغزالي الكتاب باسم الخليفة العباسي المستظهر بالله.

## تعريف
ألف الغزالي هذا الكتاب نحو سنة 488 هـ واستند فيها إلى كتب جدلية مناوئة للإسماعيليين أقدم عهدا. و أن الخليفة المستظهر بالله هو الذي كلفه بتصنيف هذا الكتاب.

## المخطوطات
توجد مخطوطة للكتاب في المتحف البريطاني في القسم الشرقي (7882 .Or) تم نسخه في ربيع الآخر سنة 665 هـ. كما توجد نسخة أخرى في مكتبة القرويين بفاس، ضمن مجموعة كتب سنة 981، ذكرها ألفرد بل في فهرسه (رقم 1578).

## الطبع
أول نشرة للكتاب جاءت على يد المستشرق كولدتسهير سنة 1334 هـ / 1916 م، مع مقدمة وتحليل لمضمون النص بالألمانية، واستندت على مخطوطة المتحف البريطاني. غير أن هذه النشرة كانت ناقصة وتعادل حوالي ثلث الكتاب الكامل، فجاء عبد الرحمن بدوي ونشر النص كاملا استنادا على مخطوطة المتحف البريطاني والمخطوطة الفاسية، وطبعت سنة 1383 هـ / 1964 م بالدار القومية للطباعة والنشر بالقاهرة.

## الرد
رد عليه الداعي المطلق علي بن محمد بن الوليد الأنف القرشي (ت. 612 هـ) في كتاب أسماه «دامغ الباطل وحتف المناضل». وقد ذكر عبد الرحمن بدوي هذا الرد في مقدمته للكتاب لكنه لم يجد نسخة منه، والكتاب طبع بعد ذلك بتحقيق مصطفى غالب (بيروت: مؤسسة عز الدين، 1982 م.)

## الترجمة
ترجم المستشرق أسين پلاثيوس أجزاء من الكتاب إلى الإسبانية. وترجمها إلى الإنكليزية الأب مكارثي اعتمادا على نشرة البدوي، ونشرت الترجمة سنة 1980 م.

## دراسات
- «منهج الإمام محمد بن الغزالي (ت. 505 هـ / 1111 م) في كتابه فضائح الباطنية» - موفق محمد عيد السرحان، الجامعة الأردنية، 1997 م.
- «الغزالي والإسماعيليون: العقل والسلطة في إسلام العصر الوسيط» - فاروق ميثا، دار الساقي، 2005 م.